# Pieve di Zezio
La pieve di Zezio fu per secoli una ripartizione della provincia di Como e della diocesi di Como.

## La pieve
La suddivisione amministrativa della pieve fu razionalizzata dall'imperatrice Maria Teresa, che la divise in due parti. In quella inferiore riconobbe i seguenti 10 comuni:
- Albate
- Camnago
- Capiago
- Civiglio
- Grandate
- Lipomo
- Ponzate
- Senna
- Solzago
- Tavernerio

Nella parte superiore vennero invece inclusi questi 9 comuni:
- Blevio
- Brunate
- Cernobbio
- Maslianico
- Moltrasio
- Piazza
- Rovenna
- Torno
- Urio

Anticamente facevano parte della pieve anche Cavallasca e Vergosa, poi spostate sotto la pieve di Uggiate, e Chiasso assegnata alla pieve di Balerna, oltre a Breccia e Rebbio unite alla pieve di Fino. Anche Monte Olimpino nei Corpi Santi era sottoposta alla pieve.

## Origini del nome
A oggi non è ancora chiaro se il nome Zezio sia un toponimo o un termine derivante dal sostantivo latino ecclesia (chiesa). Quel che è certo è che il nome della pieve è documentato nel corso dei secoli anche nelle forme Gezio (1278), e Gieso (1591).